# Yogi auf Schatzsuche
Yogi auf Schatzsuche (org. Yogi's Treasure Hunt) ist eine US-amerikanische Animationsserie aus den Jahren 1985–1986. Die Serie wurde in den USA am 2. September 1985 auf Syndication erstausgestrahlt. Die deutsche Erstausstrahlung erfolgte in den 90er Jahren im Privatfernsehen. Wiederholungen im deutschsprachigen Raum gab es bis 2016 auf Boomerang ausgestrahlt.

## Handlung
In dieser Serie gibt es Top Cat, der Yogi und seine Freunde, u. a. Boo Boo, Ranger Smith, Hund Hucky, Snugglepuss und viele weitere schickt, um Schätze zu finden. In dieser Serie tauchen auch die bösen Dick Dastardly und sein kichernden Hund Muttley, die jeden Schatz aufs Neue abzujagen versuchen.

## Synchronisation
| Rolle          | Schauspieler    | Deutscher Schauspieler |
| -------------- | --------------- | ---------------------- |
| Yogi Bär       | Daws Butler     | Hans-Rainer Müller     |
| Huckleberry    | Daws Butler     | Michael Habeck         |
| Snugglepuss    | Daws Butler     | Christian Tramitz      |
| Quick Draw     | Daws Butler     | Thomas Reiner          |
| Snoop          | Daws Butler     | Tonio von der Meden    |
| Blabb          | Daws Butler     | Manou Lubowski         |
| Augie Doggie   | Daws Butler     | Oliver Mink            |
| Boo Boo Bär    | Don Messick     | Ulf-Jürgen Wagner      |
| Ranger Smith   | Don Messick     | Ulrich Frank           |
| Daddy Doggie   | John Stephenson | Peter Musäus           |
| Top Cat        | Arnold Stang    | Ekkehardt Belle        |
| Dick Dastardly | Paul Winchell   | Crock Krumbiegel       |
| Muttley        | Don Messick     | (Originalstimme)       |

## Produktion und Ausstrahlung
Die Serie war in den Jahren 1985–1986 produziert. Die US-Erstausstrahlung fand am 2. September 1985 auf Syndication statt. Die deutsche Erstausstrahlung fand in den 90er Jahren im Privatfernsehen statt. Wiederholungen in Deutschland gab es bis 2016 auf Boomerang. Es gibt keine deutsche Version des Intros.

## Episodenliste

### Staffel 1
| Nr. | Deutscher Titel                   | Originaltitel                     |
| --- | --------------------------------- | --------------------------------- |
| 1   | Der Sprechende Stein              | Riddle in the Middle of the Earth |
| 2   | Schatzsucher in Not               | Bungle in the Jungle              |
| 3   | Draculas Schatz                   | Countdown Drac                    |
| 4   | Die Rückkehr von El Kabong        | The Return of El Kabong           |
| 5   | Der Kelch von Walhall             | Ole the Red Nose Viking           |
| 6   | Der Fluch von Tutti Frutti        | The Curse of Tutti Frutti         |
| 7   | Hinter dem Regenbogen             | Yogi and the Unicorn              |
| 8   | Snoopers Schnüfflerschule         | The Case of the Hopeless Diamond  |
| 9   | Merlins verschwundenes Zauberbuch | Merlin's Lost Book of Magic       |
| 10  | Der Fluch des Flamingos           | Beverly Hills Flop                |

### Staffel 2
| Nr. (ges.) | Nr. (St.) | Deutscher Titel                | Originaltitel                              |
| ---------- | --------- | ------------------------------ | ------------------------------------------ |
| 11         | 1         | Der legendäre Goldtopf         | Follow the Yellow Brick Gold               |
| 12         | 2         | Der Raub der Bienenkönigin     | To Bee or Not to Bee, This is the Treasure |
| 13         | 3         | Torte im Gesicht               | Heavens To Planetoid                       |
| 14         | 4         | Buddhas, Bären und böse Buben  | Beswitched, Buddha'd, and Bewirldered      |
| 15         | 5         | Ein goldiges Monster           | There's No Place Like Home                 |
| 16         | 6         | Der große amerikanische Schatz | The Great American Treasure                |

### Staffel 3
| Nr. (ges.) | Nr. (St.) | Deutscher Titel              | Englischer Titel                         |
| ---------- | --------- | ---------------------------- | ---------------------------------------- |
| 17         | 1         | Frostfinger                  | Huckle Hero                              |
| 18         | 2         | Die motzende Lisa            | The Search for the Moaning Liza          |
| 19         | 3         | Zwillingsbruder Yogi         | Snow White and the 7 Treasure Hunters    |
| 20         | 4         | Yogis Helden                 | Yogi's Heroes                            |
| 21         | 5         | Die Beute des großen Bären   | Attack of the Treasure Hunters from Mars |
| 22         | 6         | Wettlauf mit der Zeit        | 20.000 Leaks Under the Sea               |
| 23         | 7         | Ein voll verrücktes Rateteam | Goodbye, Mr. Chump                       |
| 24         | 8         | Der goldene Sender           | Yogi Bear on the Air                     |
| 25         | 9         | Auf Gänsejagd                | Yogi and the Beanstalk                   |
| 28         | 10        | Das Giermonster              | The Greed Monster                        |
| 27         | 11        | Der Jungbrunnen              | Secret Agent Bear                        |